# Нино Браво
Нино Браво (англ. Nino Bravo; наст. имя — Луис Мануэль Ферри Лопис; род. 3 августа 1944, Айело-де-Мальферит — 16 апреля 1973, Вильяррубио) — был испанским поп певцом и баллад в стиле барроко.

## Биография
Родился 3 августа 1944 года в Айело-де-Мальферит. Отец — Луис Мануэль — продавец. В трехлетнем возрасте семья переехала в Валенсию в поисках лучших возможностей.
Начал заниматься музыкой вместе с басистом Висенте Лопесом (Vicente López). Впечатлённый талантом, Нино предсказал ему большое будущее.
В 16 лет Нино начал работать ювелиром и помогать матери, работающей в супермаркете. Он стал поклонником известного чилийского певца Антонио Прието и со своими друзьями создал группу под названием «Los Hispanicos», исполнив кавер-версию хита «La Novia». Нино также был фанатом рок-н-ролла и впоследствии начал петь свою любимую английскую песню «Only You» в отеле.

### Смерть
16 апреля 1973 года Браво погиб в автокатастрофе, находясь за рулем своего автомобиля BMW 2800. Ему было 28 лет. В то время он подписал контракт с лейблом «Polydor».

## Личная жизнь
20 апреля 1970 года он женился на Марии Ампаро Мартинес Хиль, у них есть две дочери: Мария Ампаро Ферри Мартинес (род. 1972 году) и Ева (родилась после его смерти). В 1970 году он заменил Хосе Мери на посту менеджера «Браво», который хотел, чтобы Браво выступил соло.